# ミェシュコ1世 (チェシン公)
ミェシュコ1世（ポーランド語：Mieszko cieszyński；チェコ語：Měšek I；ドイツ語：Mesko I, 1252年/1256年 - 1315年6月27日）は、ラチブシュ公（在位：1282年 - 1290年、弟と共に共治）、初代チェシン公（在位：1290年 - 1315年）。オポーレ＝ラチブシュ公ヴワディスワフの長男、母はヴィエルコポルスカ公ヴワディスワフ・オドニツの娘エウフェミア。

## 生涯
ミェシュコ1世の幼年期についてはよく分かっていない。史料において初めてその名前が出てくるのは1258年10月21日、父及び2人の弟達と共にルディの町にシトー会の修道院を建てることに同意した時のことである。1282年に父が死ぬと、分裂期のポーランドの慣習に従って、ミェシュコ1世は弟達と共にオポーレ＝ラチブシュ公国を分割相続した。ミェシュコ1世は末弟プシェミスワフと共にラチブシュ地域の統治者となった。他の2人の弟、カジミェシュとボルコはオポーレの支配者となった。プシェミスワフは未成年だったため、ミェシュコ1世は1284年まで単独で公国を統治した。
1285年、ミェシュコ1世はヴロツワフ司教トマシュ2世ザレンバとヴロツワフ公ヘンリク4世の争いにおいて前者を支援し、ラチブシュに司教を匿った。ミェシュコ1世のヘンリク4世に対する敵対政策は、ヘンリク4世がミェシュコの妹コンスタンツィアを離縁してオポーレに追い返したことで、さらに強固なものになった。この政治姿勢は1287年のヘンリク4世によるラチブシュへの軍事遠征と同市の包囲という事態を招き、ミェシュコ1世は司教に対する支援政策を放棄させられた。
1290年、ラチブシュ公国は2人の統治者の間で分割されることになった。プシェミスワフはラチブシュを領し、ミェシュコ1世はチェシン、オシフィエンチム及びザトルの支配者となった。ミェシュコ1世は1290年1月1日、チェシン公として初めて署名した。国内政策においては、ミェシュコ1世は精力的な統治者であり、徹底した入植政策を採用して多くの入植地を建設した。彼はチェシン、オシフィエンチム、ビェルスコ、スコチュフ及びフルィシュタートなどに都市としての特権を与えた。1292年11月10日にはザトルにも同様の措置が採られている。

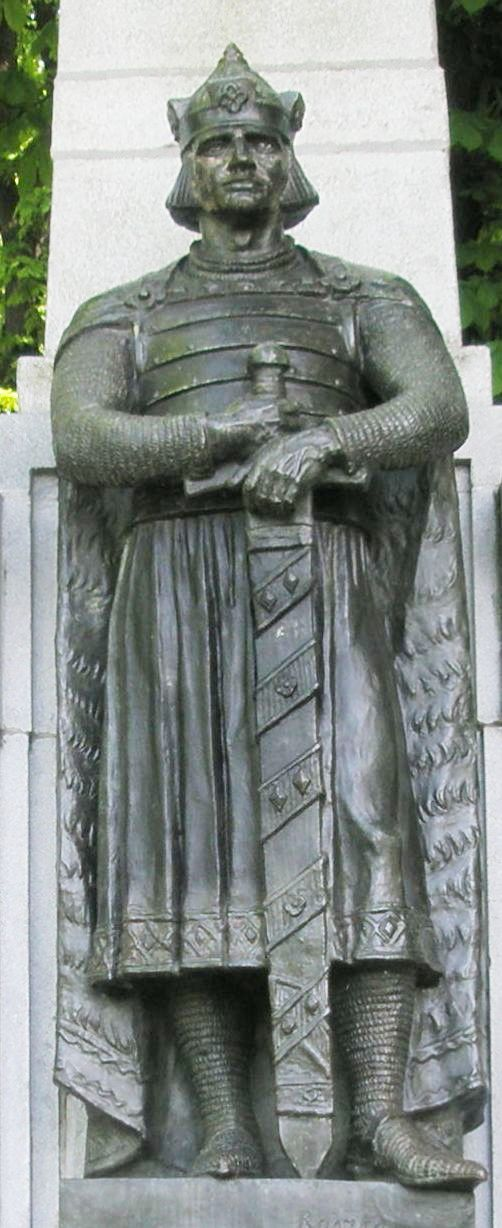
ヤン・ラシュカによるミェシュコ1世の彫像、チェシン

ミェシュコ1世はヘンリク4世、プシェミスウ2世、ヴワディスワフ1世（短身公）といったクラクフ公位を獲得してポーランド大公を名乗った諸公を支援するのを拒み続け、ボヘミア王ヴァーツラフ2世に味方していた。1291年1月17日、ミェシュコ1世と弟のカジミェシュ、プシェミスワフはオロモウツでボヘミアとの公式の同盟に調印した。時期に関しては論争があるが、ミェシュコ1世は最終的にボヘミア王に臣従した。これに関して、多くの歴史家は1292年8月11日の出来事だったと考えている。
ミェシュコ1世はヴァーツラフ2世の同盟者でありながら、1292年のヴワディスワフ1世に対するボヘミア軍の遠征には参加していなかった。しかしミェシュコ1世は自分の軍勢をボヘミア王の裁量権に委ねており、後にシェヴィエシュの戦いには参加しており、1300年のグニェズノにおけるヴァーツラフ2世のポーランド王としての戴冠式にも出席している。1305年にヴァーツラフ2世が没した後もその遺児で後継者のヴァーツラフ3世を支持していた。
1305年10月5日、ミェシュコ1世は娘のヴィオラ・エルジュビェタがヴァーツラフ3世の王妃となる栄誉に恵まれた。ミェシュコ1世はこの結婚でボヘミアの最有力の政治家となれる機会を手にし、この頃からポーランド王の地位を望むようになった。しかし、翌1306年8月4日にヴァーツラフ3世が突然暗殺されたことで、ミェシュコ1世の野心は潰えることになった。ヴィオラ・エルジュビェタは子供を宿してはおらず、プシェミスル朝は断絶した。
1306年以後、ミェシュコ1世にはほとんど目立った政治活動がない。まだ50歳頃であったにしては早すぎる隠居であるが、何が原因なのかはよく分からない。公国の実権は徐々に2人の息子ヴワディスワフ1世とカジミェシュ1世に移っていった。この時期、ミェシュコ1世の目立った政治活動といえば、ヴワディスワフ1世のヴィエルコポルスカ支配に猛反対していたクラクフ司教ヤン・ムスタカに、ボヘミア人の都市ケンティを貸与したことくらいである。
ミェシュコ1世は教会に対して寛容なことで知られていた。ミェシュコ1世の尽力により、オシフィエンチムのドミニコ会女子修道院は完成した（1283年直後）。またオポーレ近郊のチャルノヴォンスィの修道院や、チェシンのドミニコ会修道院に財政援助を行った。
ミェシュコ1世の正確な死亡日は分からない。外交史料によれば、彼は1314年ないし1315年の上半期、6月27日以前に亡くなった。1931年、ポーランドの画家・彫刻家であるヤン・ラシュカはミェシュコ1世の彫像を制作した。これは現在、チェシンに置かれている。

## 子女
いくつかの史料によれば、名前が分からないミェシュコ1世の妻は1303年頃に死んだ。ヴロツワフの聖ヴィンツェンティ教会の死亡記録には、「オポーレ公妃グジミスワヴァ（Grimizlaua ducissa Opuliensis）」が1286年9月13日頃に埋葬されたことが記されている。このグジミスワヴァの出自はよく分からないが、名前からおそらくルーシ出身であり、リューリク朝の一員だったと思われる。彼女の称号は、彼女がミェシュコ1世の、あるいはミェシュコ1世の弟ボルコ1世の最初の、あるいは全く別の人物の妻だった可能性を示唆している。
結婚の時期は正確には分からないが、子供達の出生時期から推測して、おそらく1275年から1280年の間だったと思われる。夫妻は3人の子供をもうけた。
1. ヴワディスワフ1世（1275年/1280年 - 1324年5月15日以前）
2. カジミェシュ1世（1280年/1290年 - 1358年9月29日）
3. ヴィオラ・エルジュビェタ（1291年頃 - 1317年9月21日） - 1305年、ボヘミア王兼ポーランド王ヴァーツラフ3世と結婚、ペトル1世・ズ・ロジュンベルクと再婚

| 先代 ヴワディスワフ           | ラチブシュ公 プシェミスワフと共同統治 1282年 - 1290年 | 次代 プシェミスワフ  |
| 先代 新設 直近の領主 ヴィオラ | チェシン公 1290年 - 1315年                            | 次代 カジミェシュ1世 |